# Rzeczyca (rejon stoliński)
Rzeczyca (biał. Рэчыца) – osiedle typu robotniczego na Białorusi w rejonie stolińskim obwodu brzeskiego, ok. 6,3 tys. mieszkańców (2010).

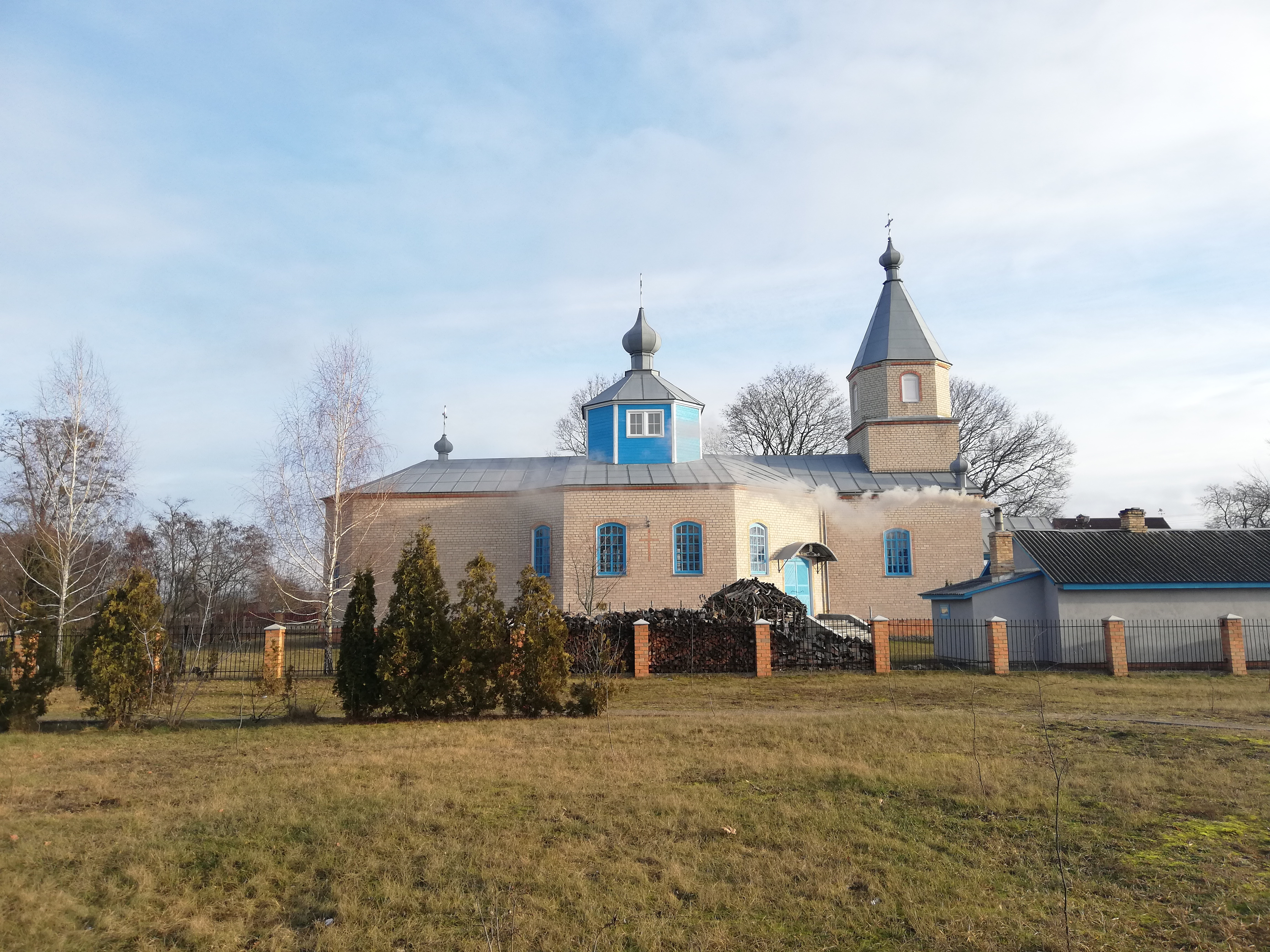
Cerkiew Opieki Matki Bożej

Znajdują się tu parafialna cerkiew prawosławna pw. Opieki Matki Bożej, a także stacja kolejowa Horyń, położona na linii Równe – Baranowicze – Wilno.